# Ruud Koornstra
Ruud Koornstra (Den Haag, 18 oktober 1964) is een Nederlands ondernemer.

## Zaken
Koornstra begon, nadat hij gestopt was met een studie pedagogie, samen met Friedwart Barfod een onderneming die bedrijven als sponsor koppelde aan televisieprogramma's. Hierna produceerden zij met D&D onder andere Lingo, Villa Felderhof, Goedele en Breekijzer. In 2000 verkochten ze het bedrijf.
Hierna begonnen beiden, samen met Frans Otten, het bedrijf Tendris, dat duurzame ontwikkeling moest initiëren. Het bekendste initiatief was Durion (later opgegaan in Oxxio) dat groene stroom leverde. Dit energiebedrijf had binnen een jaar 200.000 klanten en werd in 2005 verkocht. Ook de Pharox-ledlamp was, als een van de eerste ledlampen in Nederland, een bekend product van dochterbedrijf Lemnis. In 2009 kregen alle deelnemers aan de Postcodeloterij een exemplaar van deze lamp. Daarnaast werd onder meer een groene creditcard ontwikkeld. Koornstra schreef ook boeken over duurzaam ondernemen. Was hij tien jaar geleden nog vleeseter, in 2016 werd hij flexitariër en in 2017 vegetariër en enkele maanden later veganist als middel om het klimaat te redden.

## Politiek
Op 23 mei 2011 nam hij als onafhankelijk kandidaat met zijn Lijst Koornstra deel aan de Eerste Kamerverkiezingen. CDA-prominent Herman Wijffels raadde Statenleden van zijn partij aan niet op het CDA, maar op Koornstra te stemmen, vanwege diens duurzaamheidsagenda. Koornstra behaalde geen senaatszetel. Bij de Europese Parlementsverkiezingen 2014 stond hij op de lijst van 50PLUS. Bij de Eerste Kamerverkiezingen van 2019 was hij kandidaat voor Code Oranje.